# Kasia Moś
Katarzyna "Kasia" Moś (Ruda Śląska, 3 maart 1987) is een Pools zangeres.

## Biografie
Moś startte haar muzikale carrière in 2002. In 2006 nam ze deel aan de Poolse voorronde voor het Eurovisiesongfestival. Ze eindigde op de tiende plek. In 2012 eindigde ze als derde in een talentenjacht, hetgeen de echte start van haar carrière inluidde. Begin 2016 waagde ze opnieuw haar kans in de Poolse preselectie, waarin ze ditmaal als zesde eindigde. Een jaar later was het dan eindelijk raak, met Flashlight. Hierdoor mocht ze haar vaderland vertegenwoordigen op het Eurovisiesongfestival 2017, dat gehouden werd in de Oekraïense hoofdstad Kiev. Polen haalde er de 22ste plaats mee.
1994: Edyta Górniak · 
1995: Justyna Steczkowska · 
1996: Kasia Kowalska · 
1997: Anna Maria Jopek · 
1998: Sixteen · 
1999: Mietek Szcześniak · 
2001: Piasek · 
2003: Ich Troje · 
2004: Blue Café · 
2005: Ivan & Delfin · 
2006: Ich Troje · 
2007: The Jet Set · 
2008: Isis Gee · 
2009: Lidia Kopania · 
2010: Marcin Mroziński · 
2011: Magdalena Tul · 
2014: Donatan & Cleo · 
2015: Monika Kuszyńska · 
2016: Michał Szpak · 
2017: Kasia Moś · 
2018: Gromee feat. Lukas Meijer · 
2019: Tulia · 
2021: Rafał · 
2022: Ochman · 
2023: Blanka · 
2024: Luna · 
2025: Justyna Steczkowska
- Gemeinsame Normdatei: 1280797312
- International Standard Name Identifier: 0000 0003 7359 0657
- MusicBrainz: d4915257-040c-4430-b6dd-9ade02dd310d
- Virtual International Authority File: 161389110